# Schmiedgasse 2 (Bad Camberg)

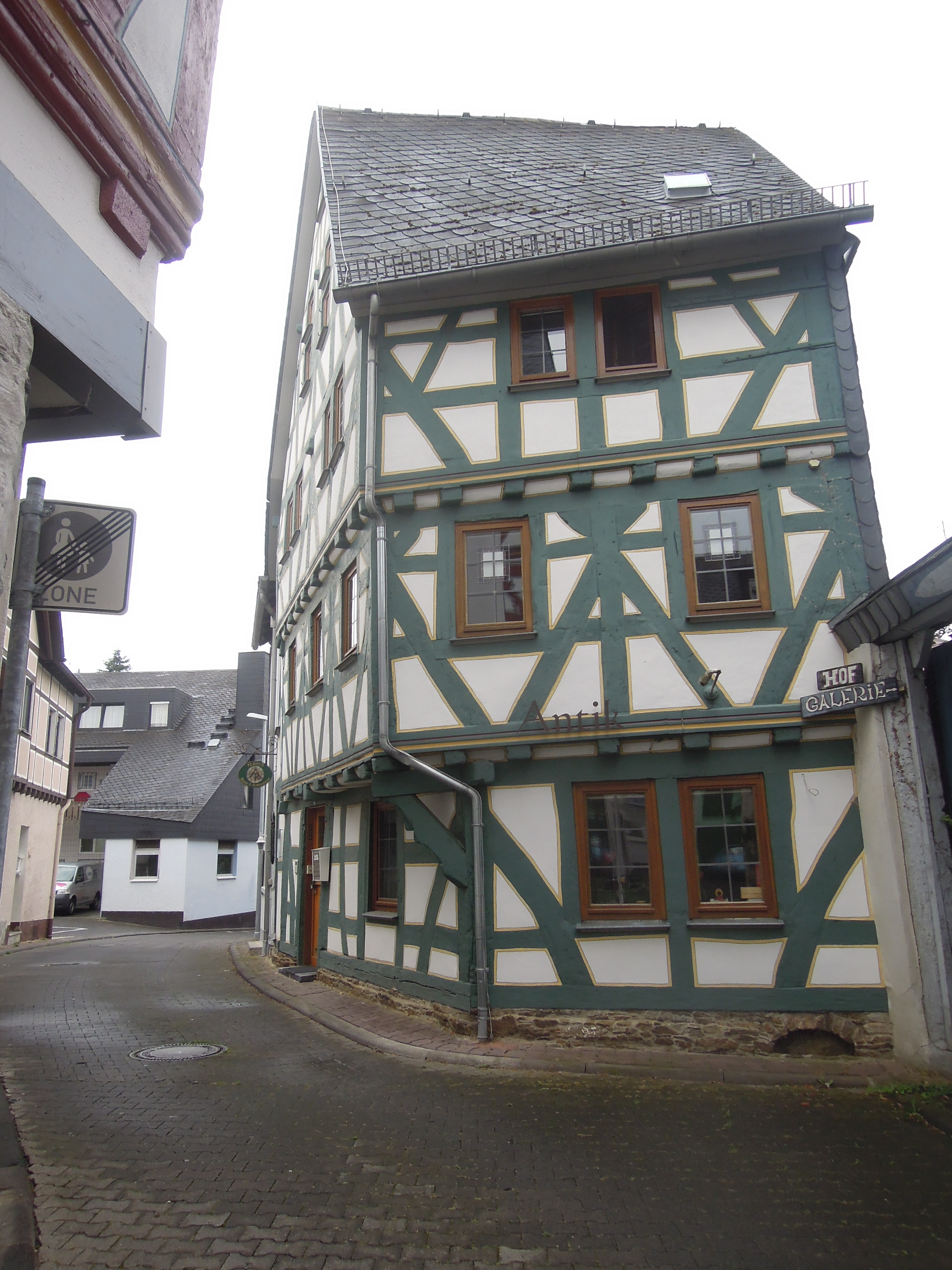
Gebäude Schmiedgasse 2 in Bad Camberg

Das Gebäude Schmiedgasse 2 in Bad Camberg, einer Stadt im Süden des mittelhessischen Landkreises Limburg-Weilburg, ist ein geschütztes Kulturdenkmal, das als Wohnhaus genutzt wird.
Das durch seine Stellung und Größe die Gasse prägende Fachwerkhaus hat einen unregelmäßigen Grundriss und wurde an der linken Seite erweitert. Während das Erdgeschoss der Gasse folgt, laden die Obergeschosse zur Ecke hin aus. Sie werden von einer starken Schweifbüge getragen. Im Erdgeschoss sind mächtige Hölzer verarbeitet. Darüber ist eine regelmäßige Reihung von Mannfiguren zu sehen, die am zweiten Obergeschoss ohne Kopfbügen sind. 